# Acropsopilio chilensis
Acropsopilio chilensis is een hooiwagen uit de familie Caddidae. De wetenschappelijke naam van Acropsopilio chilensis gaat  terug op Silvestri.